# Ochicanthon devagiriensis
Ochicanthon devagiriensis là một loài bọ cánh cứng trong họ Bọ hung (Scarabaeidae).